# Дашалты
Дашалты (азерб. Daşaltı) — село в Шушинском районе Азербайджана, является центром Дашалтинского сельского административно-территориального округа.

## Топонимика
В переводе с азербайджанского языка Дашалты означает «под скалой или камнем» и названо так из-за местности, в которой расположено.
В результате Карабахского конфликта с 1992 по 2020 год село контролировалось непризнанной Нагорно-Карабахской Республикой и согласно административно-территориальному делению непризнанной республики называлось «Карин так» (арм. Քարին տակ), что имело на армянском языке примерно то же значение что и «Дашалты» на азербайджанском языке.

## География

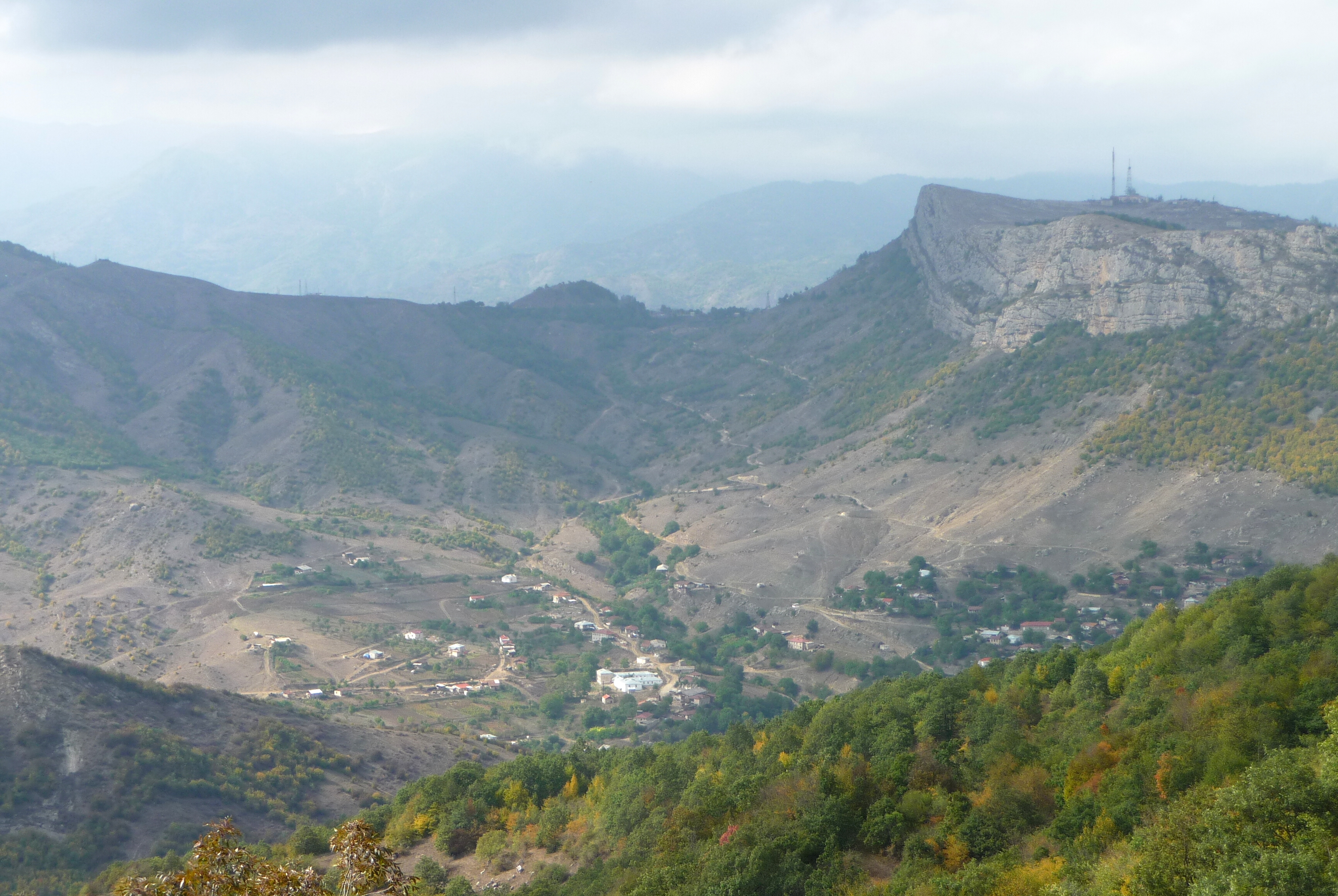
Вид на село Дашалты (справа) с западной возвышенности

Село Дашалты входит в состав Дашалтинского сельского административно-территориального округа Шушинского района, при этом село Дашалты является центром этого сельского административно-территориального округа. Расположено на берегу реки Зарыслы (приток Каркарчай), к югу от города Шуша, у подножия Карабахского хребта.

## История
Село возникло в XVIII веке.
Согласно армянским исследователям, крепость-сигнах на Шушинской скале (бывшая цитадель князя Авана-юзбаши, существовавшая ещё в начале XVIII века) была также известна как Кар (арм. քար — «скала») или Карин-Глух (арм. Քարին գլուխ — «наскальная»). Армянские исследователи отмечают, что находящееся у подножья скалы-крепости село (Дашалты) сохранило в своём названии следы старого названия укрепления.
В период Азербайджанской ССР село входило в состав Шушинского района, который в свою очередь входил в состав Нагорно-Карабахской автономной области (НКАО).

### Первая карабахская война
2 сентября 1991 года на совместной сессии Нагорно-Карабахского областного и Шаумяновского районного Советов народных депутатов была принята Декларация о провозглашении Нагорно-Карабахской Республики в границах Нагорно-Карабахской автономной области и сопредельного Шаумяновского района Азербайджанской ССР.
26 ноября 1991 года Верховный Совет Азербайджана принял Закон «Об упразднении Нагорно-Карабахской автономной области Азербайджана», согласно которому среди прочего Шушинский район был включён в число районов республиканского подчинения.
Во время Карабахской войны село стало ареной ожесточённых боёв. В результате Карабахского кофликта в 1992 году населённый пункт был занят армянскими вооружёнными формированиями и стал контролироваться непризнанной Нагорно-Карабахской Республики (НКР). Согласно административно-территориальному делению Нагорно-Карабахской Республики населённый пункт назывался «Карин так» и входил в состав Шушинского района НКР. Название «Карин-так» (арм. Քարին տակ) имело на армянском языке примерно то же значение что и «Дашалты» на азербайджанском языке.
26 января 1992 года Вооружённые силы Азербайджана начали Дашалтинскую наступательную операцию с целью взятия села.
Операцией руководил министр обороны Азербайджана генерал-майор Таджеддин Мехтиев. В операции приняли участие около 120 бойцов вновь сформированного 1-го батальона министерства обороны и батальона обороны Шуши, а также диверсионная группа из 11 человек под командованием заместителя начальника разведуправления министерства обороны подполковника Риада Ахмедова. Позже на помощь пришли Лачинский полк и полиция.
Азербайджанский отряд попал в засаду и сразу потерял около 70 солдат. Остальные были убиты во время бегства. Бой за село продолжался два дня и привёл к сокрушительному разгрому азербайджанских сил участвовавших в операции. После операции Таджаддин Мехтиев был отстранён от должности министра обороны.
По официальным данным Азербайджана, в ходе боя азербайджанские вооружённые силы потеряли более 90 человек. Десятки все ещё числятся пропавшими без вести. Армяне потеряли около 80 человек и несколько единиц техники. Группа Риада Ахмедова попала в засаду, и он долгое время числился пропавшим без вести. Один из участников операции, командир полка Физули Рзагулиев заявил, что азербайджанской стороной было убито более 80 армянских бойцов. Поражение он объяснил некомпетентностью и отсутствием единого командования. По его словам, не проводилась необходимая подготовка, не изучались местные условия, оружие было устаревшим. По другим данным, азербайджанская сторона потеряла целый батальон из 123 солдат убитыми. По армянским данным, азербайджанская сторона потеряла убитыми 136 человек, армянская — 22 человека, в том числе 12 из села. После окончания войны село оставалось под контролем непризнанной НКР.

### Вторая карабахская война
В ходе начавшейся 27 сентября 2020 года 44-дневной войны между вооружёнными силами Азербайджана и вооружёнными формированиями Армении и НКР азербайджанская армия, восстановив контроль над всем протяжением азербайджано-иранской границы, развернула наступление на север, стремясь перерезать Лачинский коридор и овладеть Шушой. К 4 ноября армянская сторона сообщала, что азербайджанские войска вплотную подошли к Шуше.
Один из участников операции по взятию села полковник-лейтенант Фируз Бадалов, занимавший должность начальника штаба одной из воинских частей, рассказывает, что азербайджанские силы уже 3 ноября были сосредоточены в этом районе. К операции «Дашалты» были подготовлены три группы. Около 3 часов ночи с 3 на 4 ноября началось наступление по лесным дорогам. В первый раз азербайджанские подразделения встретились с силами противника на въезде в село в половине 6 утра. Туманная погода и тёмное время суток, по словам Бадалова, создавали определённые трудности для наступления, в то же время помогая оставаться незаметными. Расстояние между сторонами в момент столкновения в районе Дашалты составило около 100 метров. Азербайджанская группа в 100 человек была расположена на правом берегу реки Каркарчай, армянские силы — на другом берегу. В результате ожесточённого боя армянские отряды вынуждены были отступить. 5 ноября Дашалты полностью перешёл под контроль азербайджанских сил. Военнослужащий Сил специального назначения Азербайджана Вугар Сафаров, участвовавший в операции, сообщил, что после взятия Дашалты поблизости не осталось сил противника, которые могли бы воспрепятствовать наступлению на Шушу.
9 ноября 2020 года Президент Азербайджана Ильхам Алиев объявил о возвращении села под контроль Азербайджана.

### Послевоенный период

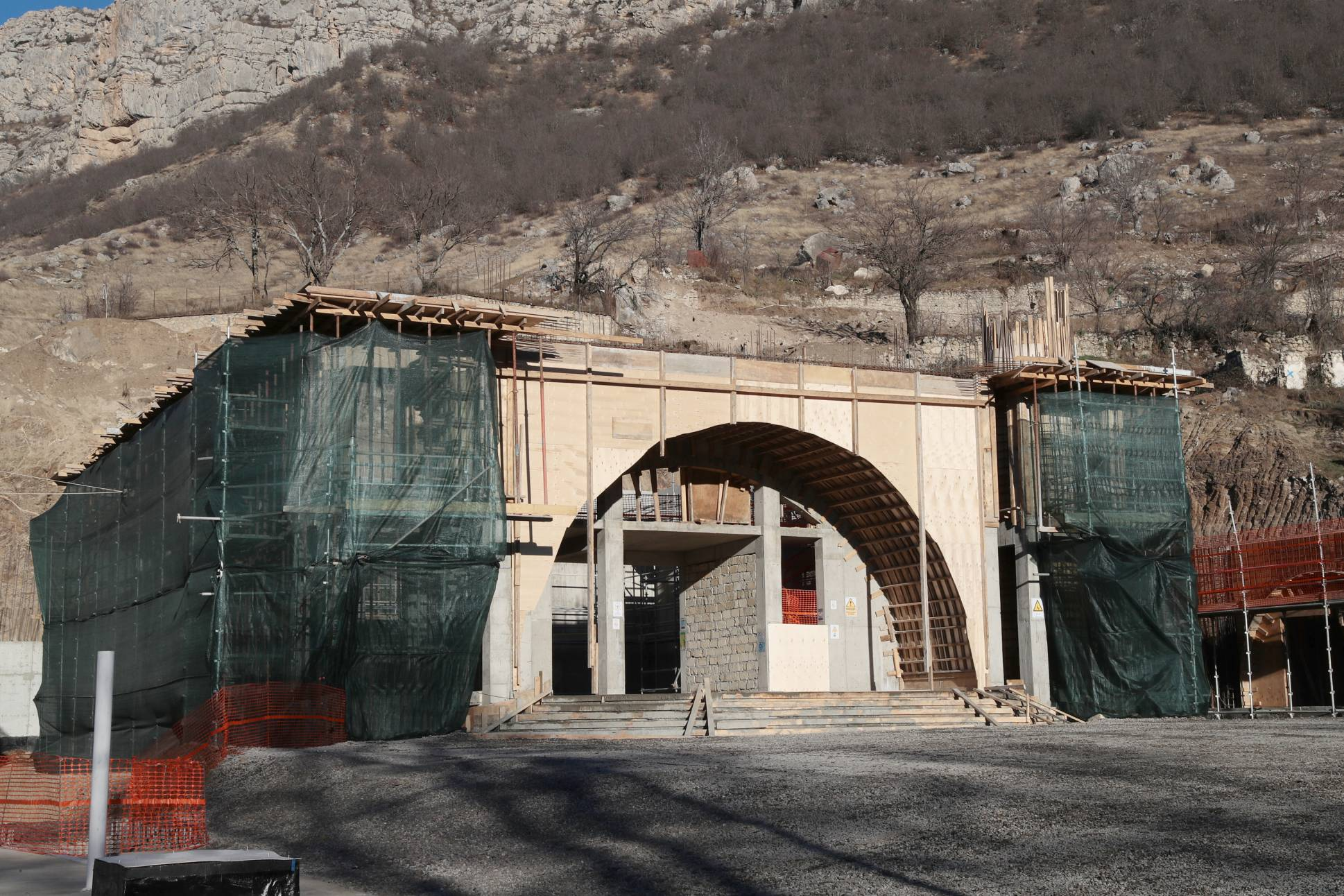
Строительство мечети в Дашалты. Декабрь 2023 года

7 ноября 2021 года в Дашалты был заложен фундамент мечети.
21 июля 2023 года президент Азербайджана Ильхам Алиев в ходе визита в село Дашалты ознакомился с работами, предстоящими для реконструкции села, а также заложил фундамент нового жилого комплекса и туристических объектов, которые будут здесь построены за счёт частных инвестиций. Предстоящая работа охватывает площадь около 65 гектаров, куда планируется переселить 220 семей.
Планируется, что здесь будет размещено население с общей численностью 1100 человек. В целом для жителей планируется строительство 228 домов. 9 из них будут двухэтажными многоквартирными зданиями, 66 двухэтажных блочных (типа таунхаус) домов, 153 двухэтажных частных дома.

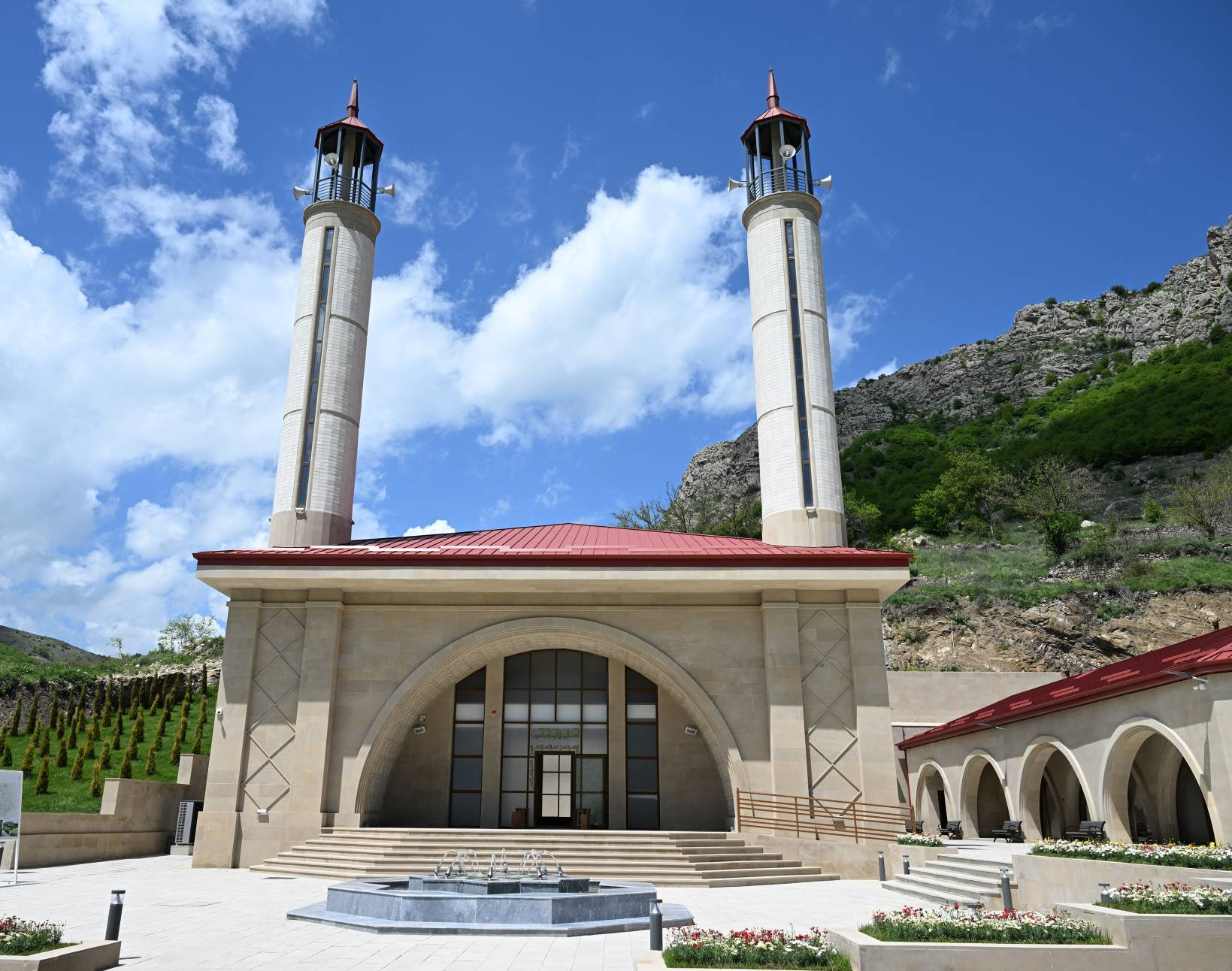
Мечеть Дашалты Май 2025.jpg

5 апреля 2024 года спутниковый сервис Google Earth обновил спутниковые снимки Шушинского района. Команда «Мониторинга культурного наследия Арцаха» задокументировала, что Азербайджан сравнял село с землёй, включая его старые кварталы, родники, гражданскую инфраструктуру и природную среду.
13 мая 2024 года президент Национальной академии наук Азербайджана Иса Габиббейли заявил, что на территории села Дашалты завершаются работы по строительству сейсмологической станции.
В июне 2024 года было сообщено, что в селе началось строительство первичной туристической инфраструктуры. Также планируется выделение земельного участка для предпринимателей, заинтересованных в инвестировании. В скором времени должен начаться процесс строительства частных домов. На площади 8 гектар строятся отель и виллы.

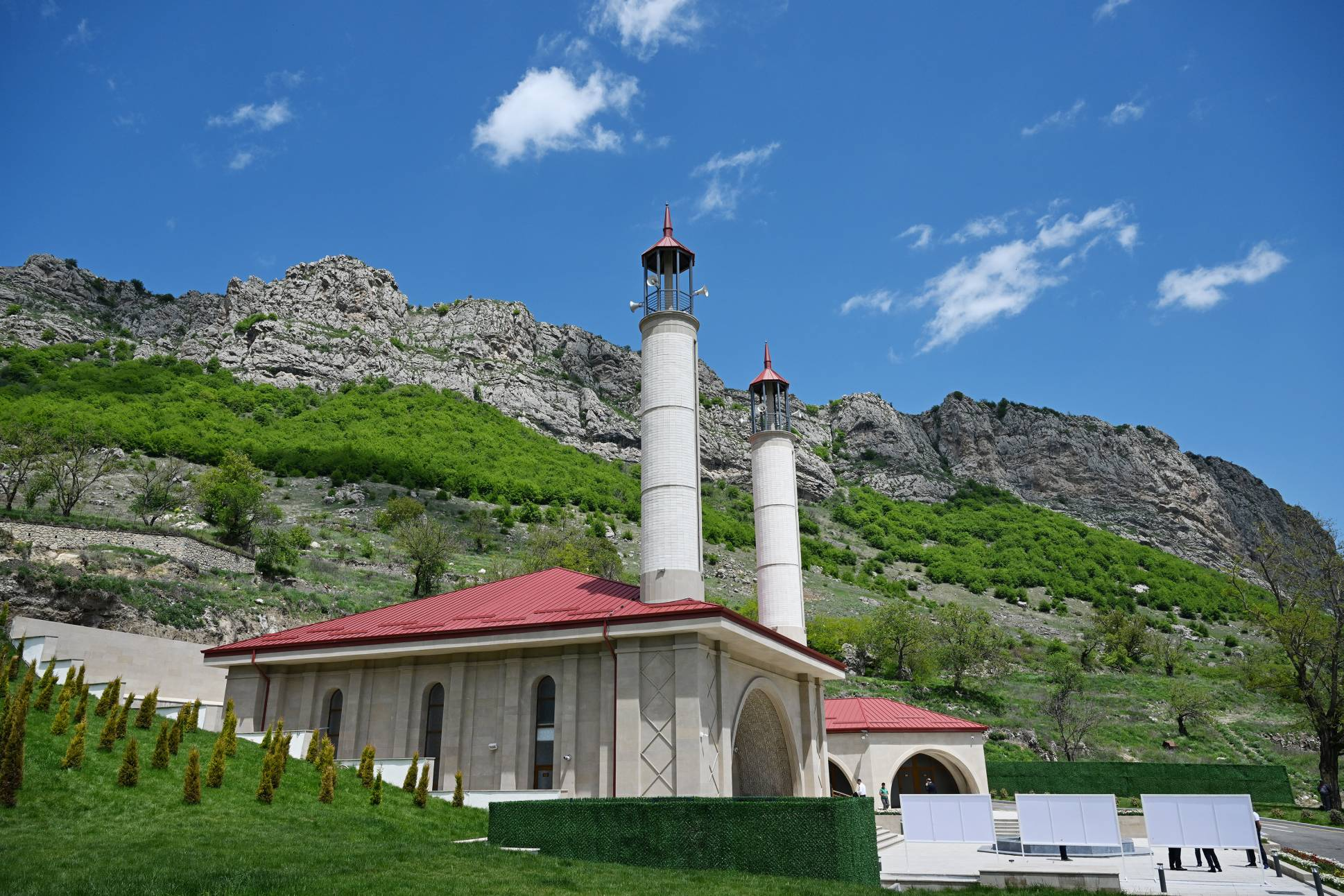
Мечеть Дашалты Май 2025.jpg

Планируется создание сети водохранилищ с целью снабжения питьевой водой Дашалты и города Шуша.
Общая площадь села после реконструкции составит 65 гектар.
9 мая 2025 года мечеть была открыта. Мечеть расположена в центре села. Мечеть состоит из двух этажей, двух минаретов высотой по 22,5 м. Вместимость составляет 150 человек.

## Население
Согласно Кавказскому календарю, население села к 1911 году составляло 95 человек, в основном армян.

## Инфраструктура
В русле реки Зарыслы построено Зарыслычайское водохранилище вместимостью 25 тыс. м3.

## Достопримечательности
В ущелье Дашалты, в труднодоступном месте расположены пещеры, в которых по преданию хранили сокровища Панах Али-хан и его сын Ибрагим. В тех же местах располагались руины убежища ханской семьи.

## Галерея

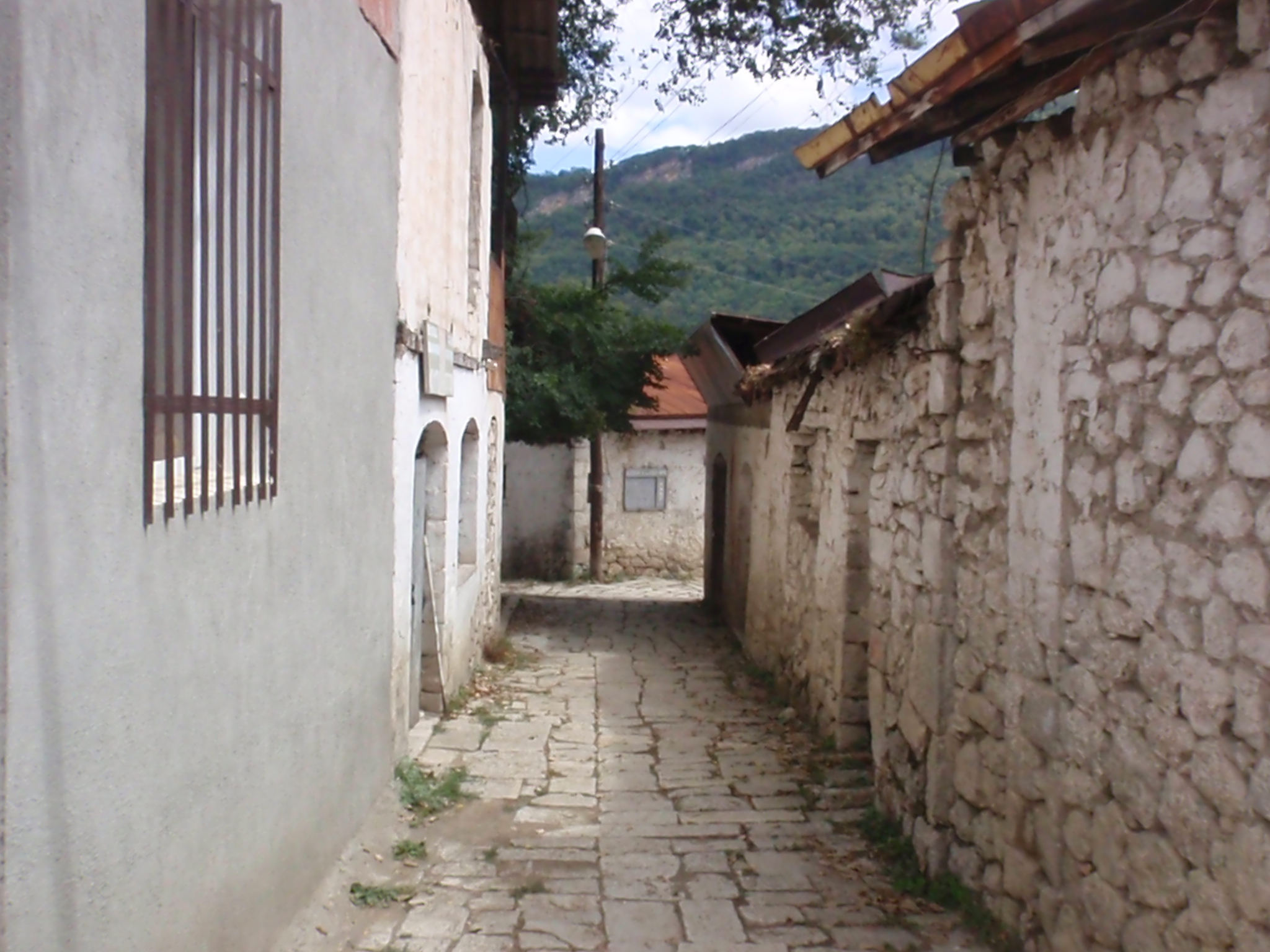
Переулок в селе в 2011 году
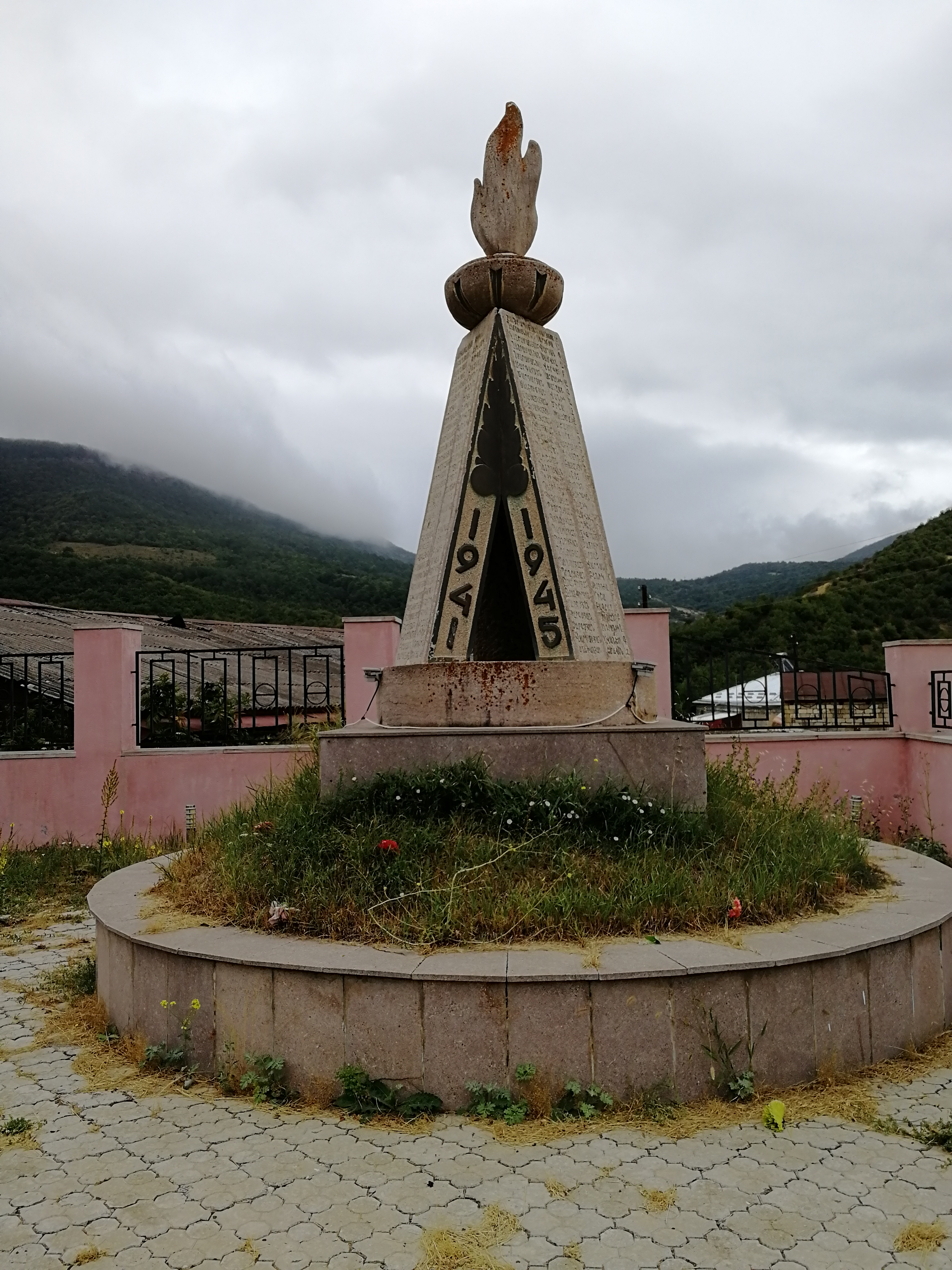
Памятник односельчанам, погибшим в Великой Отечественной войне, в 2018 году
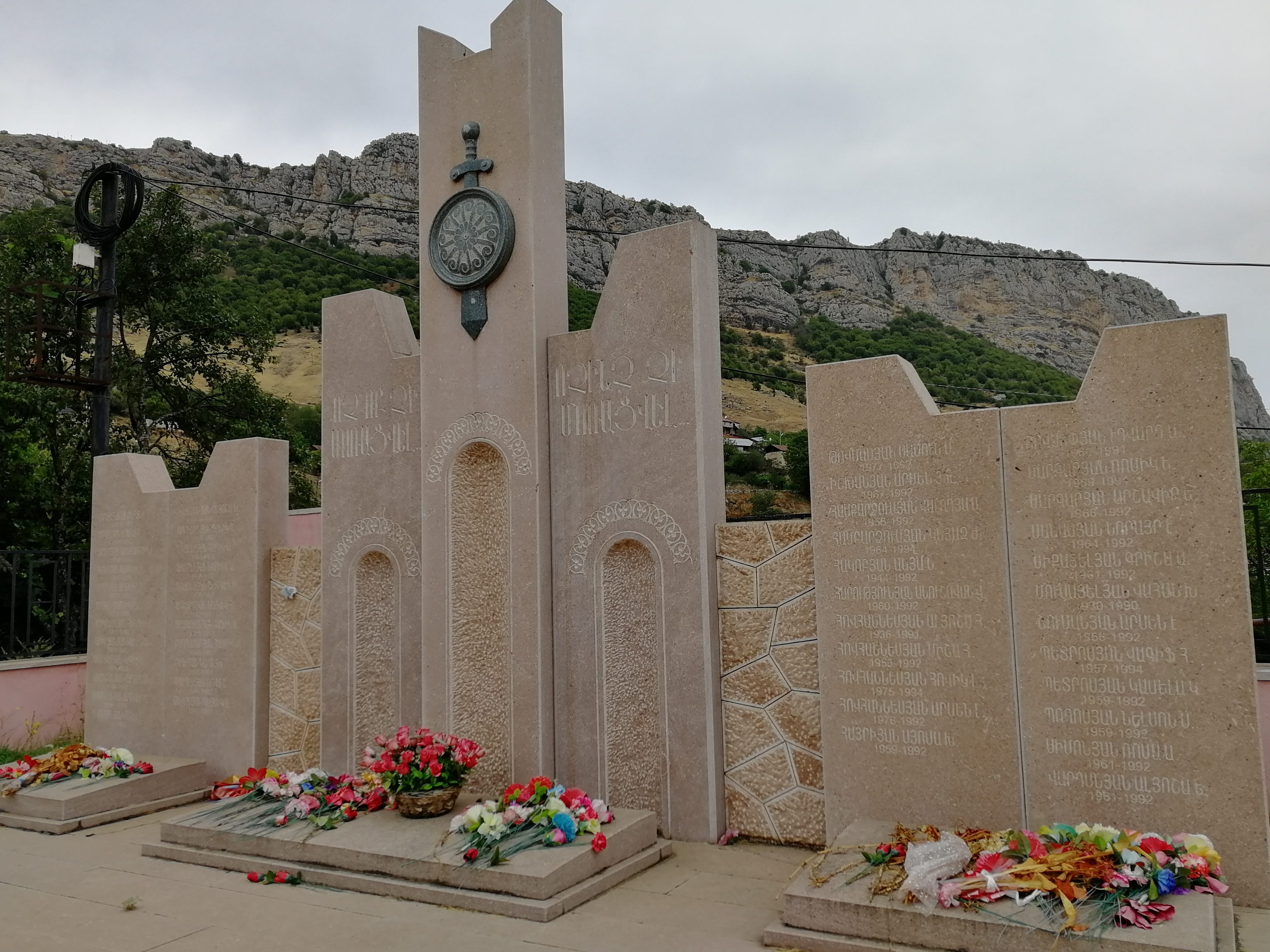
Армянский памятник односельчанам, погибшим в Первой карабахской войне, в 2018 году
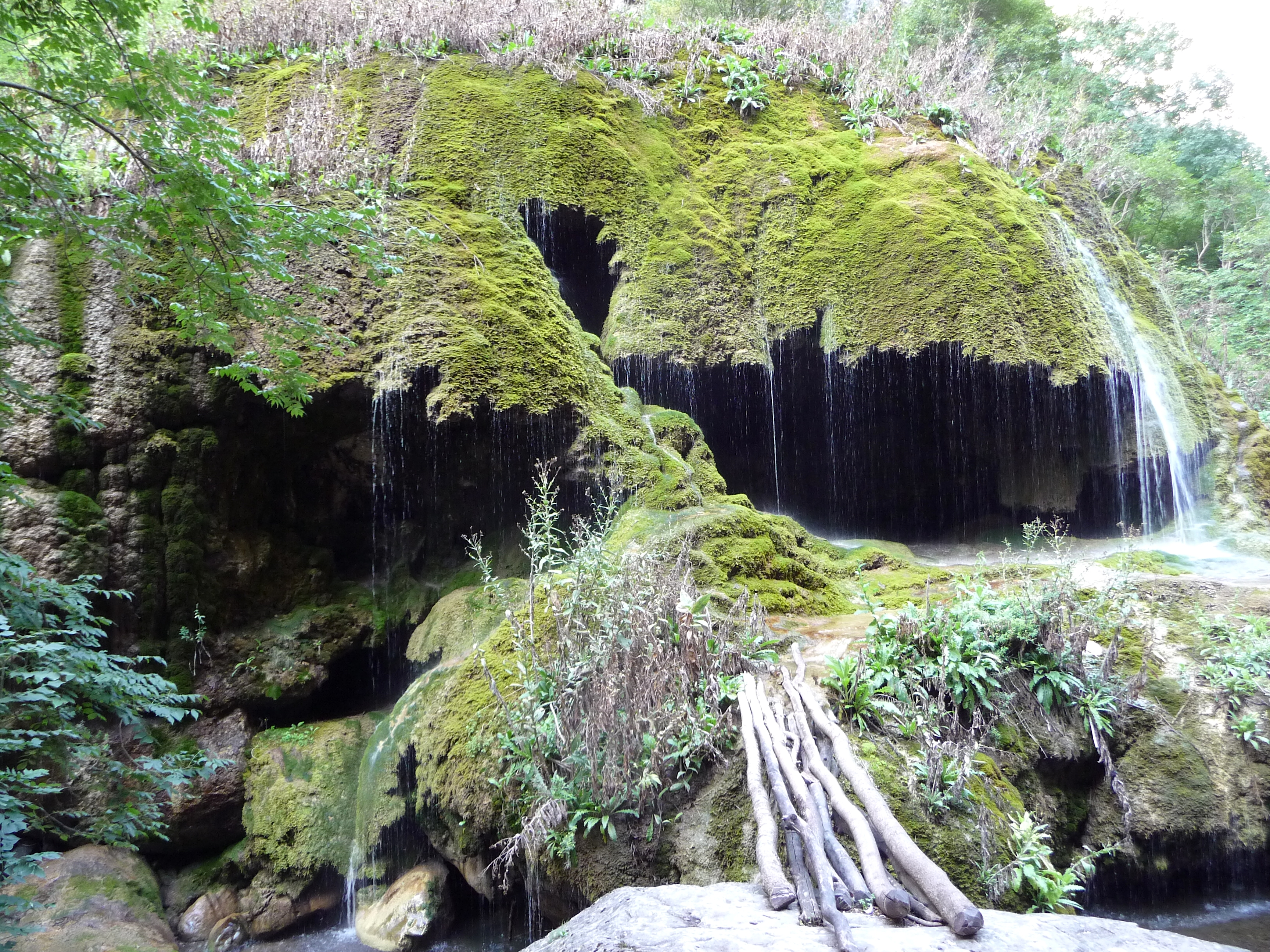
Водопад «Зонтик» в 2010 году
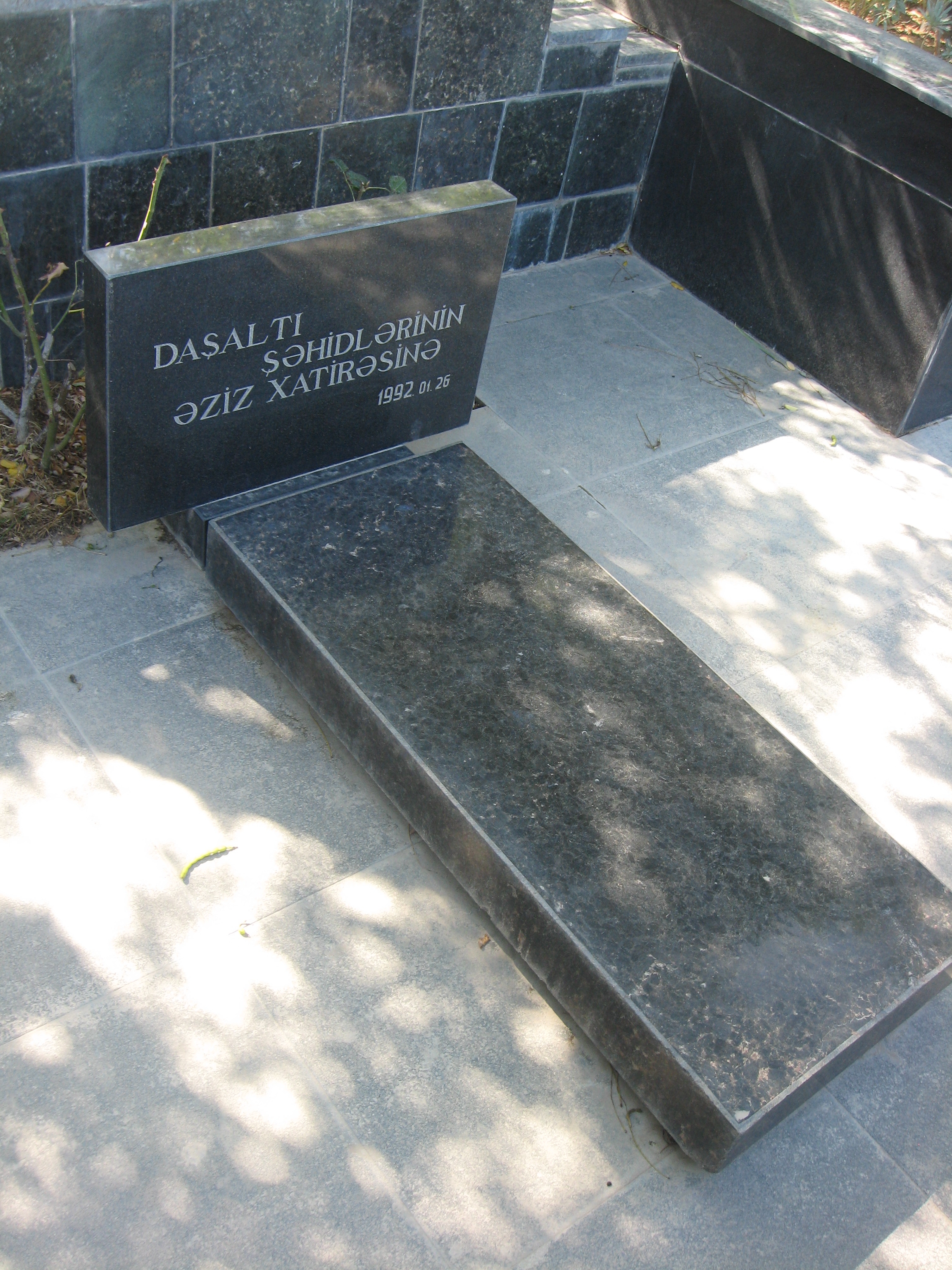
Памятник в честь погибших за село Дашалты шахидов на Аллее шахидов в Баку, в 2009 году